# 胡拉姆丁 (伊朗導演)
巴巴克．霍拉姆丁或巴巴克．胡拉姆丁（波斯語：‎；1974年9月23日—2021年5月15日）是一名伊朗導演和作家。   

## 作品
霍拉姆丁的作品包括獨立製作短片Boor Bijadeh Rang（The Sun,2007)

、 Tuesday: Mom（2009）、半劇情片（原文semi-feature film）Aperture（2010）、劇情片An Elegy for Yashar（2013年於伦敦制作）和三部名为Cut（2004）的短片。 

## 奖项
2009年，霍拉姆丁的作品Boor Bijadeh Rang獲得Asa國際人道主義電影節（Asa International Film Festival）的最佳短片獎，在第六屆納哈爾學生電影節（Nahal Student Film Festival）獲得最佳導演、最佳劇本、最佳配音剪輯還有最佳拍攝剪輯的提名，以及獲得2009年第5屆帕尔温·埃特萨米國際電影節（Parvin Etesami International Film Festival）的最佳導演獎。
霍拉姆丁因為在帕尔温·埃特萨米國際電影節獲得最佳導演獎而得到榮譽文憑。

## 被害
2021年5月，巴巴克在德黑兰的埃克巴坦（Ekbatan）區被父母阿克巴爾和穆薩維谋杀。

5月15日，埃克巴坦區的清潔工发现了他的殘肢。警方在其住家（位於埃克巴坦區的公寓）內發現他的父母犯罪的證據後逮捕了他們。随后，阿克巴爾和穆薩維承認他們殺害了自己的兒子。

5月17日，阿克巴爾供认，他和妻子在飲食里放了安眠藥片麻醉巴巴克，在巴巴克失去意識後用刀刺殺他，

隨後便肢解屍體，藏在三个手提袋中，於午夜左右棄屍在埃克巴坦區、阿里亞沙赫（Ariashahr）區和梅旦沙拿特（Maidan Sanat）區的垃圾箱。

5月19日，巴巴克的父母又承认他们也以同样的手法杀害了分別在2011年和2018年被通報為失蹤人口的女婿法拉玛兹（Faramarz）和女儿阿蕾祖（Arezou）

，同樣肢解他們的屍體并棄於垃圾桶。

其父母聲稱的犯案動機大多集中在死者的道德方面，他們不同意死者的生活方式，表示死者的道德腐敗，兩人事後沒有悔意。
。他們聲稱，巴巴克被殺是因為他有攻擊性、啃老、單身未婚以及与学生（沒有證據可證實）發生关系。殺害女婿是因為他虐待、辱罵又販毒，而殺害女兒則是因為她酗酒、吸毒以及与陌生人发生关系。 

然而，巴巴克和阿蕾祖的朋友與同事表示，阿克巴爾夫婦對死者的負面描述極不符合他們的認知（例如阿蕾祖就幾乎滴酒不沾）

。伊朗法院對这对夫妇的精神鑑定結果為正常，但院方仍然表示需要再調查。 

巴巴克的父母連續殺害子女的事件震驚了伊朗社會，引發伊朗媒體討論

。輿論一方面批評警方疏忽失蹤人口，另一方面則關注這個案件＂榮譽謀殺＂的性質（尤其此案還發生在中產階級的家庭中）。近年伊朗出現多起榮譽處決事件（例如一名二十歲男性蒙法列德在同月稍早因性取向遭家族成員殺害

；2020年十四歲少女艾許拉菲被發現與男友私奔後被父親斬首

），然而現行伊朗法律（2021年）殺害子女最高只會被判十年徒刑。

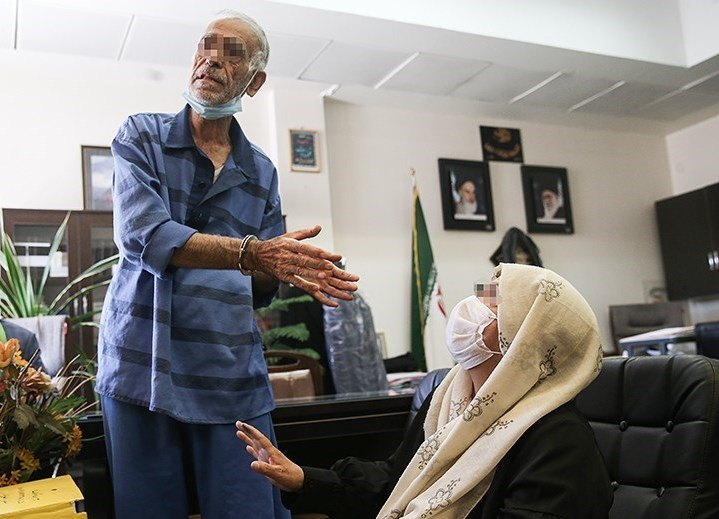
巴巴克．霍拉姆丁的父母在刑事法庭
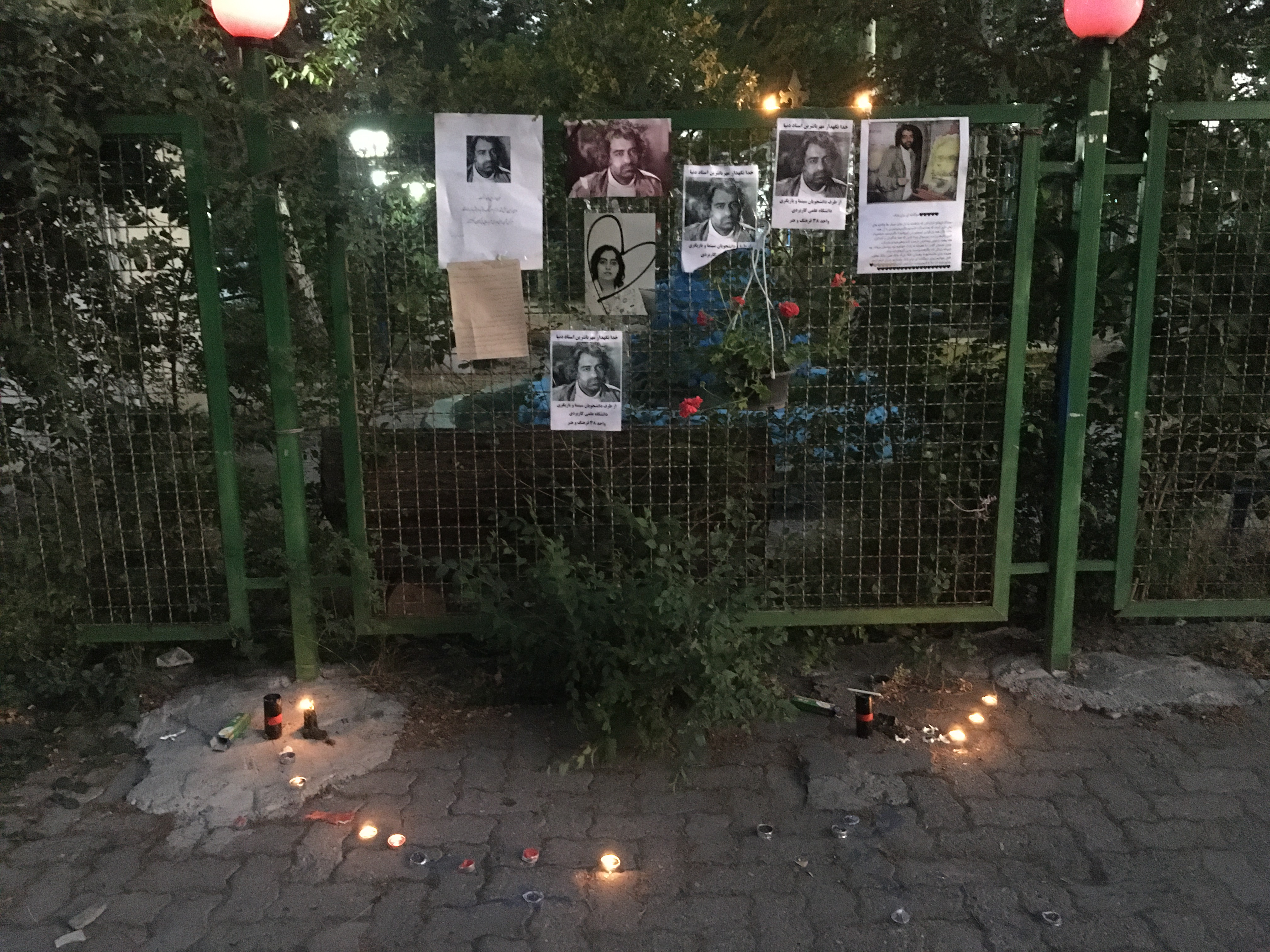
有人在埃克巴坦區的牆上留下對巴巴克的悼念词